# Yamaha TR1
Yamaha TR1 також TR-1 та TR 1 один з перших мотоциклів з двоциліндровим V-подібним двигуном японської компанії Yamaha, та одним з перших серійних мотоциклів с моно-амортизаційною задньою підвіскою. Ця модель ніколи не носила назву Virago, але технічно нічим не відрізнялась від лінійки мотоциклів з цією назвою. Цю модель вперше було представлено як спорттурист на виставці IFMA Cologne восени 1980 року. В зв'язку з малим попитом на дану модель (незважаючи на рекламні кампанії і акційні пропозиції) виробництво моделі було завершено в 1983 року.
Назва Virago з'явилась пізніше і тільки для американського ринку. Після завершення виробництва моделі TR1 в Європі розпочато продаж мотоциклів лінійки Virago, яка користувалась значним попитом, що говорить за достатньо довгий термін її виробництва. Велико кубатурні моделі (1100) вироблялися до 1999 року, середньої кубатури (535) до 201 року, а модель XV 250 під назвою Virago вироблялась до 2007 року, з 2008 року практично без змін продовжувала надходити в продаж під назвою DragStar.